# 京元線
京元線（キョンウォンせん）は、大韓民国ソウル特別市龍山区にある龍山駅から江原特別自治道鉄原郡にある白馬高地駅を結ぶ韓国鉄道公社（KORAIL）の鉄道路線。国土交通部『鉄道距離表』における正式路線名は京元本線。
元来はソウル特別市龍山区と朝鮮民主主義人民共和国（北朝鮮）江原道元山市とを結ぶ路線だったが、国家の南北分断に伴い路線も分断されており、北朝鮮側の路線は江原線となっている。

## 概要

### 路線データ
- 路線距離：94.3km
- 軌間：1435mm (標準軌)
- 駅数：36（始終点駅含む）
- 複線区間：龍山駅 - 東豆川駅 53.1km
- 電化区間：龍山駅 - 漣川駅 73.3km（交流25kV, 60Hz）

## 運行概要
1942年10月改正当時
- 列車本数
  - 京城 - 元山間直通列車：急行2往復、普通4往復
  - 京城 - 福渓間区間列車：普通2往復半
  - 福渓 - 元山間区間列車：元山方面のみ普通1本
- 所要時間：京城 - 元山間急行：4時間40分 - 5時間15分、普通：6時間20分 - 7時間50分

## 歴史

### 分断前
元々は日本統治時代の朝鮮において、日本海側の港町元山とソウル（当時の呼称は「京城」）の間を結ぶための223.7 kmの路線として、1910年に着工。1914年に龍山 - 元山間が全線開業した。しかし、途中で朝鮮半島の脊梁（せきりょう、背骨）に当たる太白山脈を横断する難所があり、福渓 - 高山間には25‰（パーミル、1000分の25）の急勾配が設けられたため、建設・運行には様々な苦労があった。なお、途中の鉄原駅からは私鉄路線の金剛山電気鉄道が1924年から分岐するようになり、京元線に直通して京城 - 内金剛間を結ぶ夜行臨時列車が設定されたこともあった。

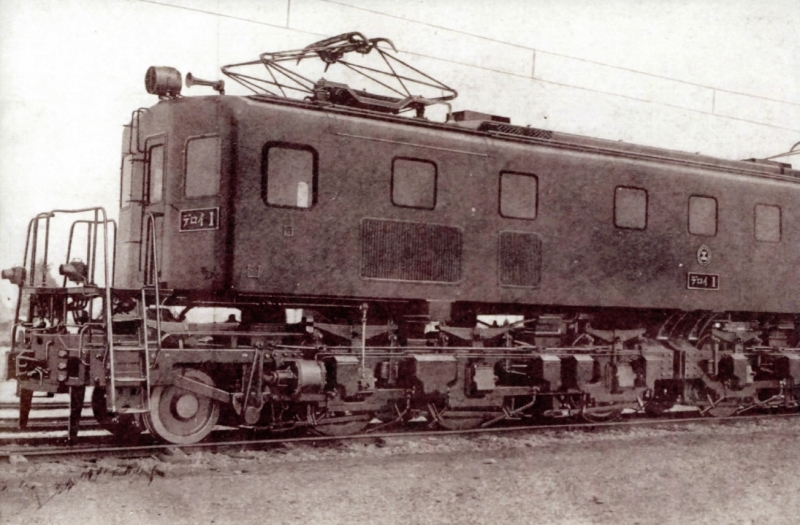
デロイ形電気機関車

後には満州（中国東北部）への連絡を図るため敷設された元山 - 会寧間の咸鏡線（617.6 km、1928年9月全通）と共に、朝鮮半島から満州へのルートの一つにもなった。そのため軍事輸送も増したことなどから、終戦間近の1944年には急勾配区間の福渓 - 高山間が直流電化（3000 V）され、「デロイ形」と呼ばれる電気機関車が投入された。
1945年、第二次世界大戦において日本が敗戦した後、朝鮮半島は北緯38度線を境に南はアメリカ軍、北はソビエト連邦軍に占領され、この影響により同年9月11日に京元線は北緯38度線を境に南北に分断される。当時、漣川郡は38度線より北の北朝鮮側であったため、朝鮮戦争が勃発するまでは東豆川駅が南側の最北端であった。しかし、朝鮮戦争勃発により、南北の占領地域が激しく変わったため、細かい運行地域は不明であるが、韓国側では朝鮮戦争終結後は長らく軍事境界線の手前の新炭里駅（京畿道漣川郡）までの営業となった。

### 分断後
北朝鮮
朝鮮民主主義人民共和国側では、平康より北の部分が江原線として存続した。
韓国
大韓民国側ではソウル近郊の通勤路線として発展を遂げている。1974年の一部電化複線化開業と同時にソウル特別市地下鉄公社（ソウル交通公社）1号線を介して京釜線・京仁線との直通運転を開始。その後も順次、電化複線化区間は延伸し、現在は龍山 - 漣川間は広域電鉄化され、龍山 - 回基間は8両編成の電車が、回基 - 漣川間は10両編成の電車が頻繁に往復している。
電鉄区間は長らく「1号線」とまとめられてきたが、2005年12月16日の中央線・清凉里 - 徳沼間の広域電鉄開通により、すでに半独立的な運転が行われていた龍山 - 回基間は中央電鉄線（現・首都圏電鉄京義・中央線）として分離された。
2006年12月15日、佳陵 - 東豆川の間で急行電車の運転を開始した。この急行電車は佳陵駅からは仁川行きの各駅停車として、京釜線および京仁線に直通運転をしている。
2011年7月28日、集中豪雨により通勤列車区間内の路盤が豪雨により流失したため、同日より東豆川 - 新炭里間の通勤列車が運休となった。2012年3月21日に本数を6往復減便の上運転を再開し、同年7月1日に災害前の通常ダイヤに戻った。
かつて沿線だった鉄原郡では新炭里 - 鉄原駅までの復元開業を長らく要求してきた。実際廃止された区間の復旧再開も京義・東海線とともに検討され、1991年にすでに用地買取や設計などが済まされていたが、地形的理由で見送られてきた。2006年6月になって新炭里 - 鉄原間9.3kmの復活が決定したが、鉄原駅が民間人出入統制区域内に位置しているため、3kmほど南の区域外に白馬高地駅を新設し、同駅までの5.6kmを建設する計画に変更された（同時に、この区間の路線を元の経路より西寄りに移している）。この区間は2007年12月31日に着工し、2012年11月20日に開業した。
2023年12月28日に平和列車（DMZ-train）が9501系気動車の老朽化により廃止。これ以降、非電化区間である漣川 - 白馬高地間は列車運行がなく、事実上の休止路線となっている。2024年10月、漣川郡は早ければ2025年8月頃に一般列車による運行再開計画を明らかにしたが、運営費の負担をめぐって、国側と地方自治体側で意見が対立しており、意見がまとまらない限り、再開時期が遅れる可能性がある。

## 年表
- 1910年10月1日：着工。
- 1911年10月15日：龍山 - 議政府間が開業[2]。
- 1912年7月25日：議政府 - 漣川間が開業[3]。
- 1912年10月21日：漣川 - 鉄原間が開業[4]。
- 1913年7月10日：鉄原 - 福渓間が開業[5]。
- 1913年8月21日：龍池院 - 元山間が開業[6]。
- 1913年9月25日：福渓 - 剣払浪間が開業[7]。
- 1913年10月21日：高山 - 龍池院間が開業[8]。
- 1914年4月11日：葛麻駅開業、纛島駅が往十里駅に改称[9]。
- 1914年 6月21日：剣払浪 - 洗浦間が開業[10]。
- 1914年8月16日：洗浦 - 高山間が開業[11]。
- 1917年10月1日：西氷庫駅開業。
- 1928年5月16日：安辺駅が培花駅に改称[12]。
- 1928年9月1日：安辺駅開業[13]。
- 1931年6月15日：漢江里駅開業[14]。
- 1931年8月1日：三防駅開業[15]。
- 1935年1月16日：水鉄里駅開業[16]。
- 1936年12月1日：梨木駅開業[17]。
- 1938年5月1日：清凉里駅が東京城駅に改称[18]。
- 1938年6月13日：佳谷駅開業[19]。
- 1939年6月1日：硯村駅開業[20]。
- 1941年7月1日：城山駅開業[21]。
- 1942年6月1日：東京城駅が清凉里駅に再改称。
- 1942年12月1日：新炭里駅開業[22]。
- 1944年3月31日：漢江里駅、水鉄里駅廃止。
- 1944年4月：福渓 - 高山間が直流3000Vで電化。
- 1945年8月24日：北緯38度線を境に分断され、東豆川 - 全谷間が封鎖される。
- 1948年12月25日：州内駅開業。
- 1954年7月1日：朝鮮戦争による南北分断固定化に伴い新炭里 - 平康間が正式に廃止。
- 1974年8月15日 - ソウル交通公社1号線の開業に伴い、清凉里 - 城北（現・光云大）間が電化・複線化開業し、1号線、京釜線を経由して京仁線仁川駅まで直通運転開始。
- 1978年12月9日 - 龍山 - 清凉里間が電化・複線化し、京元線龍山-城北間運行系統の営業を開始。
- 1985年4月20日 - 城北 - 倉洞間が電化・複線化。
- 1986年9月2日 - 倉洞 - 議政府間が電化・複線化。
- 1987年10月5日 - 議政府 - 議政府北部（現・佳陵）間が電化開業。
- 2005年12月16日 - 中央線が開業し龍山 - 清凉里 - 回基 - t徳沼間での直通運転を開始。京元線龍山-城北間運行系統を廃止。
- 2006年12月15日 - 議政府 - 東豆川間が複線化、佳陵 - 逍遥山間が電化。同日より急行の運転を開始。
- 2011年7月28日 - 集中豪雨による線路流失のため東豆川 - 新炭里間の通勤列車の運行を中止。
- 2011年9月下旬 - 線路流失区間の復旧工事開始。
- 2011年10月5日 - ソウルメトロ所属車両の運用区間を楊州まで延長。
- 2012年2月28日 - ITX-青春の運行を開始。
- 2012年
  - 3月21日 - 東豆川 - 新炭里間の通勤列車の運行を一部再開。
  - 7月1日 - 東豆川 - 新炭里間の通勤列車の運行を全て再開。
  - 11月20日 - 新炭里 - 白馬高地間が開業。
- 2014年
  - 5月4日 - 平和列車（DMZ-train）の運行を開始。
  - 12月27日 - 龍山線孔徳 - 龍山間の開通に伴い、中央電鉄線と首都圏電鉄京義線の相互直通運転を開始、首都圏電鉄京義・中央線となる。
- 2019年4月1日 - 逍遥山 - 漣川間複線電化工事のため、東豆川 - 白馬高地間を運行する一般列車（平和列車含む）の運転を休止し、バス代行とする。通勤列車の運転終了。
- 2023年
  - 12月16日 - 逍遥山 - 漣川間が電化。
  - 12月28日 - 平和列車（DMZ-train）の運行を終了。
- 2025年
  - 8月 - 漣川 - 白馬高地間を運行する一般列車が運行を再開（予定）。
- 未定 - 白馬高地 - 月井里間が復元開業予定。

## 韓国側の運行形態
韓国側では以下のように区分されている。ただし、漣川 - 白馬高地間は運休中である。
- 龍山 - 回基：首都圏電鉄京義・中央線
- 清凉里 - 漣川：首都圏電鉄1号線（京元電鉄線）

## 使用車両

### 一般列車
- 2023年12月29日現在運行中の車両はなし。

### 広域電鉄
- 全て電車。

#### 自社車両

##### 1号線
- 1000系
- 311000系

##### 中央線
- 321000系

#### 乗り入れ車両

##### 1号線
- ソウル交通公社
  - 旧1000系
  - 1000系
    - いずれも楊州駅までの運行。

## 過去の使用車両

### 一般列車
- 9501系気動車（CDC）（平和列車）

## 駅一覧
- ●：全列車停車、▲：一部列車停車、|：全列車通過
- 平和列車：DMZ-train
- 緩行、龍山急行は各駅停車であるため省略。

### 首都圏電鉄京義・中央線区間
| 駅番号                                                                                    | 駅名                                                     | 駅名                                                     | 駅名                                                     | 駅間キロ (km)                                            | 累計キロ (km)                                            | 駅 等級                                                  | 駅種別                                                   | ITX-青春                                                 | 中央急行                                                 | 接続路線                                                                                           | 所在地                                                   | 所在地                                                   |                                                          |
| 駅番号                                                                                    | 日本語                                                   | ハングル                                                 | 英語                                                     | 駅間キロ (km)                                            | 累計キロ (km)                                            | 駅 等級                                                  | 駅種別                                                   | ITX-青春                                                 | 中央急行                                                 | 接続路線                                                                                           | 所在地                                                   | 所在地                                                   |                                                          |
| 首都圏電鉄京義・中央線は龍山線経由京義線文山まで直通運転                                  | 首都圏電鉄京義・中央線は龍山線経由京義線文山まで直通運転 | 首都圏電鉄京義・中央線は龍山線経由京義線文山まで直通運転 | 首都圏電鉄京義・中央線は龍山線経由京義線文山まで直通運転 | 首都圏電鉄京義・中央線は龍山線経由京義線文山まで直通運転 | 首都圏電鉄京義・中央線は龍山線経由京義線文山まで直通運転 | 首都圏電鉄京義・中央線は龍山線経由京義線文山まで直通運転 | 首都圏電鉄京義・中央線は龍山線経由京義線文山まで直通運転 | 首都圏電鉄京義・中央線は龍山線経由京義線文山まで直通運転 | 首都圏電鉄京義・中央線は龍山線経由京義線文山まで直通運転 | 首都圏電鉄京義・中央線は龍山線経由京義線文山まで直通運転                                           | 首都圏電鉄京義・中央線は龍山線経由京義線文山まで直通運転 | 首都圏電鉄京義・中央線は龍山線経由京義線文山まで直通運転 | 首都圏電鉄京義・中央線は龍山線経由京義線文山まで直通運転 |
| ----------------------------------------------------------------------------------------- | -------------------------------------------------------- | -------------------------------------------------------- | -------------------------------------------------------- | -------------------------------------------------------- | -------------------------------------------------------- | -------------------------------------------------------- | -------------------------------------------------------- | -------------------------------------------------------- | -------------------------------------------------------- | -------------------------------------------------------------------------------------------------- | -------------------------------------------------------- | -------------------------------------------------------- | -------------------------------------------------------- |
| K110                                                                                      | 龍山駅                                                   | 용산역                                                   | Yongsan                                                  | 0.0                                                      | 0.0                                                      | 1級                                                      | 管理駅                                                   | ●                                                        | ●                                                        | 韓国鉄道公社：KTX（湖南線方面）・京釜線 · 首都圏電鉄1号線 (135) · 首都圏電鉄京義・中央線（龍山線） | ソウル特別市                                             | 龍山区                                                   |                                                          |
| K111                                                                                      | 二村駅                                                   | 이촌역                                                   | Ichon                                                    | 1.9                                                      | 1.9                                                      | 無配置簡易駅                                             | 無配置簡易駅                                             | \|                                                       | ●                                                        | ソウル交通公社： 4号線（地下鉄4号線） (430)                                                        | ソウル特別市                                             | 龍山区                                                   |                                                          |
| K112                                                                                      | 西氷庫駅                                                 | 서빙고역                                                 | Seobinggo                                                | 1.7                                                      | 3.6                                                      | 3級                                                      | 普通駅                                                   | \|                                                       | \|                                                       | | ソウル特別市                                             | 龍山区                                                   |                                                          |
| K113                                                                                      | 漢南駅                                                   | 한남역                                                   | Hannam                                                   | 1.9                                                      | 5.5                                                      | 無配置簡易駅                                             | 無配置簡易駅                                             | \|                                                       | \|                                                       | | ソウル特別市                                             | 龍山区                                                   |                                                          |
| K114                                                                                      | 玉水駅                                                   | 옥수역                                                   | Oksu                                                     | 1.6                                                      | 7.1                                                      | 配置簡易駅                                               | 配置簡易駅                                               | ▲                                                        | ●                                                        | ソウル交通公社： 3号線（地下鉄3号線） (335)                                                        | ソウル特別市                                             | 城東区                                                   |                                                          |
| K115                                                                                      | 鷹峰駅                                                   | 응봉역                                                   | Eungbong                                                 | 1.8                                                      | 8.9                                                      | 無配置簡易駅                                             | 無配置簡易駅                                             | \|                                                       | \|                                                       | | ソウル特別市                                             | 城東区                                                   |                                                          |
| K116                                                                                      | 往十里駅                                                 | 왕십리역                                                 | Wangsimni                                                | 1.4                                                      | 10.3                                                     | 3級                                                      | 普通駅                                                   | ▲                                                        | ●                                                        | ソウル交通公社： 2号線 (208)・ 5号線 (540) · 水仁・盆唐線 (K210)                                   | ソウル特別市                                             | 城東区                                                   |                                                          |
| K117                                                                                      | 清凉里駅                                                 | 청량리역                                                 | Cheongnyangni                                            | 2.4                                                      | 12.7                                                     | 1級                                                      | 管理駅                                                   | ●                                                        | ●                                                        | 韓国鉄道公社：中央線 · 首都圏電鉄1号線 (124)・ 水仁・盆唐線 (K209) · ソウル交通公社： 1号線 (124)  | ソウル特別市                                             | 東大門区                                                 |                                                          |
| K118                                                                                      | 回基駅                                                   | 회기역                                                   | Hoegi                                                    | 1.4                                                      | 14.1                                                     | 3級                                                      | 配置簡易駅                                               | \|                                                       | ●                                                        | 韓国鉄道公社： 首都圏電鉄1号線 (123) · 首都圏電鉄京義・中央線（中央線）（直通運転）                | ソウル特別市                                             | 東大門区                                                 |                                                          |
| 首都圏電鉄京義・中央線は中央線龍門まで ITX-青春は中央線経由京春線春川までそれぞれ直通運転 |                                                          |                                                          |                                                          |                                                          |                                                          |                                                          |                                                          |                                                          |                                                          | |                                                          |                                                          |                                                          |

### 首都圏電鉄1号線区間
| 124   | 清凉里駅 (ソウル市立大入口)  | 청량리역 (서울시립대입구)    | Cheongnyangni (Univ. of Seoul)         | 2.4 | 12.7 |              |              | ●           | 韓国鉄道公社：中央線 · 首都圏電鉄京義・中央線 (K117)・ 水仁・盆唐線 (K209) · ソウル交通公社： 1号線（直通運転） | ソウル特別市 | 東大門区 |
| 123   | 回基駅                       | 회기역                       | Hoegi                                  | 1.4 | 14.1 | 3級          | 配置簡易駅   | ●           | 韓国鉄道公社： 首都圏電鉄京義・中央線（中央線） (K118)                                                          | ソウル特別市 | 東大門区 |
| 122   | 外大前駅                     | 외대앞역                     | Hankuk Univ. of Foreign Studies        | 0.8 | 14.9 | 3級          | 配置簡易駅   | ●           | | ソウル特別市 | 東大門区 |
| 121   | 新里門駅 (韓国芸術 総合学校) | 신이문역 (한국예술 종합학교) | Sinimun (Korea Nat'l Univ. of Arts)    | 0.8 | 15.7 | 3級          | 配置簡易駅   | ●           | | ソウル特別市 | 東大門区 |
| 120   | 石渓駅                       | 석계역                       | Seokgye                                | 1.4 | 17.1 | 3級          | 配置簡易駅   | ●           | ソウル交通公社： 6号線 (644)                                                                                    | ソウル特別市 | 蘆原区   |
| 119   | 光云大駅                     | 광운대역                     | Kwangwoon Univ.                        | 1.1 | 18.2 | 3級          | 管理駅       | ●           | 韓国鉄道公社： 京春線（忘憂線）                                                                                 | ソウル特別市 | 蘆原区   |
| 118   | 月渓駅 (仁徳大学)            | 월계역 (인덕대학)            | Wolgye (Induk Institute of Technology) | 1.1 | 19.3 | 3級          | 無配置簡易駅 | \|          | | ソウル特別市 | 蘆原区   |
| 117   | 鹿川駅                       | 녹천역                       | Nokcheon                               | 1.4 | 20.7 | 無配置簡易駅 | 無配置簡易駅 | \|          | | ソウル特別市 | 道峰区   |
| 116   | 倉洞駅                       | 창동역                       | Chang-dong                             | 1.0 | 21.7 | 3級          | 普通駅       | ●           | ソウル交通公社： 4号線（地下鉄4号線） (412)                                                                     | ソウル特別市 | 道峰区   |
| 115   | 放鶴駅 (道峰区庁)            | 방학역 (도봉구청)            | Banghak (Dobong-gu Office)             | 1.7 | 23.4 | 3級          | 配置簡易駅   | \|          | | ソウル特別市 | 道峰区   |
| 114   | 道峰駅                       | 도봉역                       | Dobong                                 | 1.3 | 24.7 | 3級          | 無配置簡易駅 | \|          | | ソウル特別市 | 道峰区   |
| 113   | 道峰山駅                     | 도봉산역                     | Dobongsan                              | 1.2 | 25.9 | 配置簡易駅   | 配置簡易駅   | ●           | ソウル交通公社： 7号線 (710)                                                                                    | ソウル特別市 | 道峰区   |
| 112   | 望月寺駅 (信興大学)          | 망월사역 (신흥대학)          | Mangwolsa (Shinheung College)          | 2.3 | 28.2 | 無配置簡易駅 | 無配置簡易駅 | \|          | | 京畿道       | 議政府市 |
| 111   | 回龍駅                       | 회룡역                       | Hoeryong                               | 1.4 | 29.6 | 配置簡易駅   | 配置簡易駅   | ●           | 議政府軽電鉄： 議政府軽電鉄 (U111)                                                                              | 京畿道       | 議政府市 |
| 110   | 議政府駅                     | 의정부역                     | Uijeongbu                              | 1.6 | 31.2 | 2級          | 管理駅       | ●           | 韓国鉄道公社：郊外線                                                                                            | 京畿道       | 議政府市 |
| 109   | 佳陵駅                       | 가능역                       | Ganeung                                | 1.2 | 32.4 | 3級          | 無配置簡易駅 | \|          | | 京畿道       | 議政府市 |
| 108   | 緑楊駅                       | 녹양역                       | Nogyang                                | 1.3 | 33.7 | 無配置簡易駅 | 無配置簡易駅 | \|          | | 京畿道       | 議政府市 |
| 107   | 楊州駅                       | 양주역                       | Yangju                                 | 1.6 | 35.3 | 3級          | 配置簡易駅   | ●           | | 京畿道       | 楊州市   |
|       | 麻田信号場                   | 마전신호장                   | Majeon                                 | 2.2 | 37.5 | 信号場       | 信号場       | \|          | | 京畿道       | 楊州市   |
| 106   | 徳渓駅                       | 덕계역                       | Deokgye                                | 3.1 | 40.6 | 無配置簡易駅 | 無配置簡易駅 | \|          | | 京畿道       | 楊州市   |
| 105   | 徳亭駅 (瑞靖大学)            | 덕정역 (서정대학)            | Deokjeong (Seojeong College)           | 2.9 | 43.5 | 3級          | 普通駅       | ●           | | 京畿道       | 楊州市   |
| 104   | 紙杏駅                       | 지행역                       | Jihaeng                                | 5.6 | 49.1 | 無配置簡易駅 | 無配置簡易駅 | \|          | | 京畿道       | 東豆川市 |
| 103   | 東豆川中央駅 (漢北大)        | 동두천중앙역 (한북대)        | Dongducheonjungang (Hanbuk Univ.)      | 1.0 | 50.1 | 3級          | 配置簡易駅   | ●           | | 京畿道       | 東豆川市 |
| 102   | 保山駅                       | 보산역                       | Bosan                                  | 1.4 | 51.5 | 無配置簡易駅 | 無配置簡易駅 | \|          | | 京畿道       | 東豆川市 |
| 101   | 東豆川駅                     | 동두천역                     | Dongducheon                            | 1.6 | 53.1 | 3級          | 管理駅       | ●           | | 京畿道       | 東豆川市 |
| 100   | 逍遥山駅                     | 소요산역                     | Soyosan                                | 2.4 | 55.5 | 3級          | 配置簡易駅   | 運 行 な し | | 京畿道       | 東豆川市 |
| 100-1 | 青山駅                       | 청산역                       | Cheongsan                              | 5.8 | 61.3 | 3級          | 配置簡易駅   | 運 行 な し | | 京畿道       | 漣川郡   |
| 100-2 | 全谷駅                       | 전곡역                       | Jeongok                                | 3.3 | 64.6 | 3級          | 配置簡易駅   | 運 行 な し | | 京畿道       | 漣川郡   |
| 100-3 | 漣川駅                       | 연천역                       | Yeoncheon                              | 8.7 | 73.3 | 3級          | 普通駅       | 運 行 な し | | 京畿道       | 漣川郡   |

### 漣川 - 白馬高地
- 2023年12月29日時点で運休中。

| 駅名       | 駅名       | 駅名        | 駅間キロ (km) | 累計キロ (km) | 駅 等級      | 駅種別       | 接続路線                               | 所在地                | 所在地                |
| 日本語     | ハングル   | 英語        | 駅間キロ (km) | 累計キロ (km) | 駅 等級      | 駅種別       | 接続路線                               | 所在地                | 所在地                |
| ---------- | ---------- | ----------- | ------------- | ------------- | ------------ | ------------ | -------------------------------------- | --------------------- | --------------------- |
| 漣川駅     | 연천역     | Yeoncheon   | 8.7           | 73.3          | 3級          | 普通駅       | 韓国鉄道公社： 首都圏電鉄1号線 (100-3) | 京畿道 漣川郡         |                       |
| 新望里駅   | 신망리역   | Sinmang-ri  | 4.0           | 77.3          | 無配置簡易駅 | 無配置簡易駅 |                                        | 京畿道 漣川郡         |                       |
| 大光里駅   | 대광리역   | Daegwang-ri | 7.0           | 84.3          | 3級          | 無配置簡易駅 |                                        | 京畿道 漣川郡         |                       |
| 新炭里駅   | 신탄리역   | Sintan-ri   | 4.4           | 88.7          | 3級          | 普通駅       |                                        | 京畿道 漣川郡         |                       |
| 白馬高地駅 | 백마고지역 | Baengmagoji | 5.6           | 94.3          | 無配置簡易駅 | 無配置簡易駅 |                                        | 江原特別自治道 鉄原郡 | 江原特別自治道 鉄原郡 |

### 廃駅
- 漢灘江駅(한탄강역) - 龍山起点62.7km。廃止当時は京畿道漣川郡に位置していた。
- 鉄原駅(철원역) - 龍山起点98.1km。廃止当時は江原道鉄原郡に位置し、金剛山電気鉄道が接続していた。
- 月井里駅(월정리역) - 龍山起点103.1km。廃止当時は江原道鉄原郡に位置していた。
- 佳谷駅(가곡역) - 龍山起点113.1km。廃止当時は江原道平康郡に位置していた。